# Kirche Waldersbach

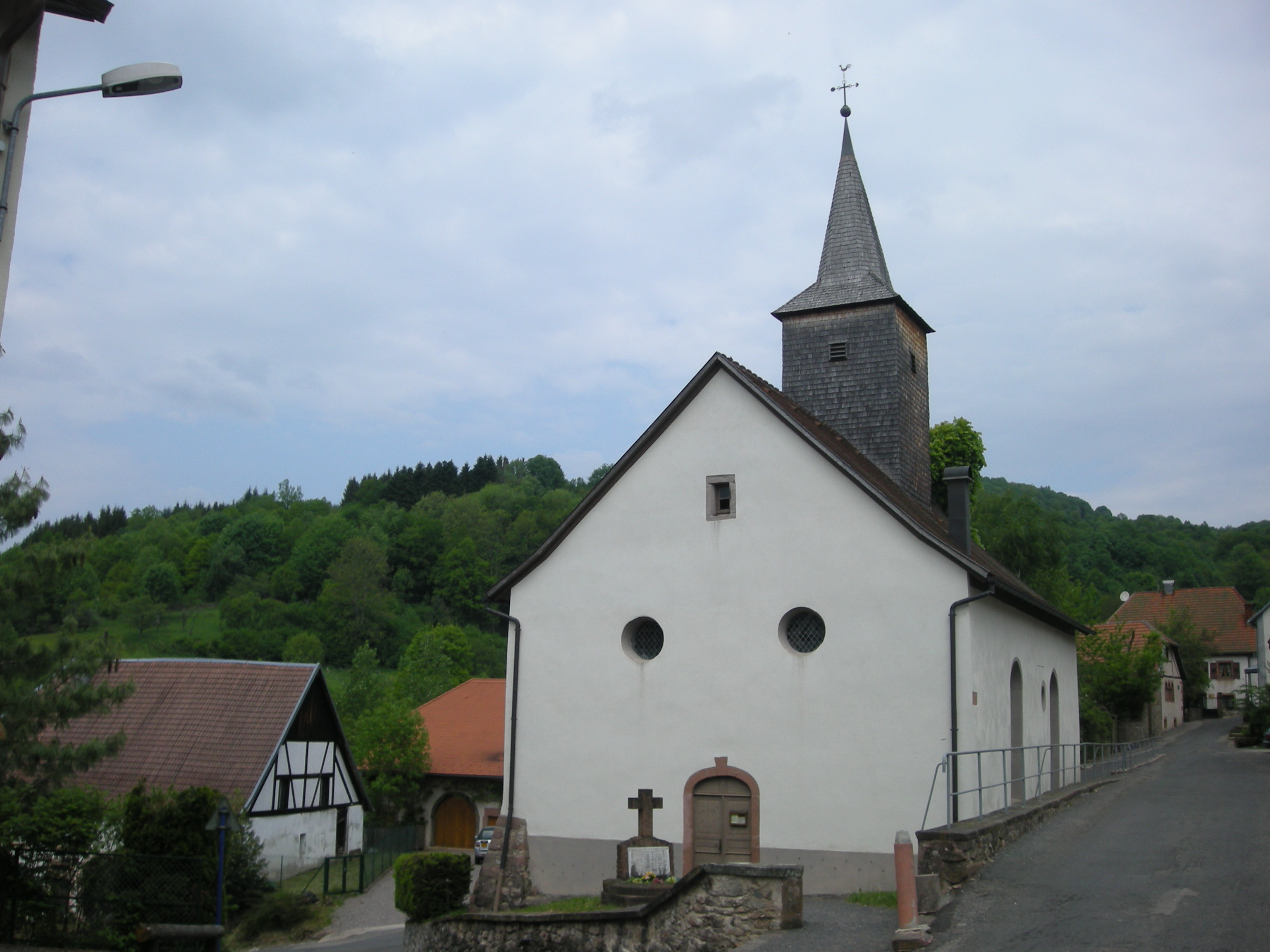
Kirche Waldersbach

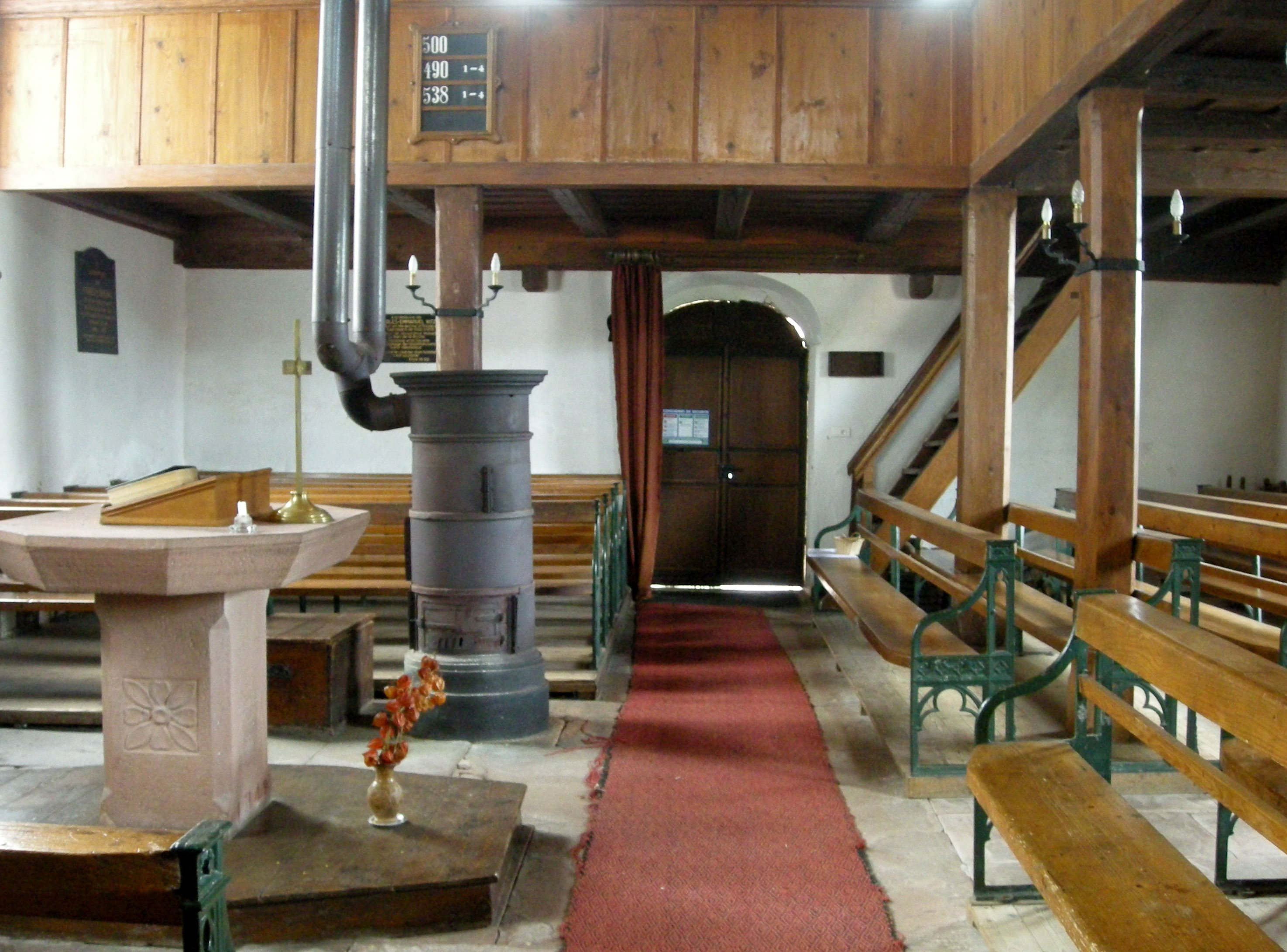
Innenraum

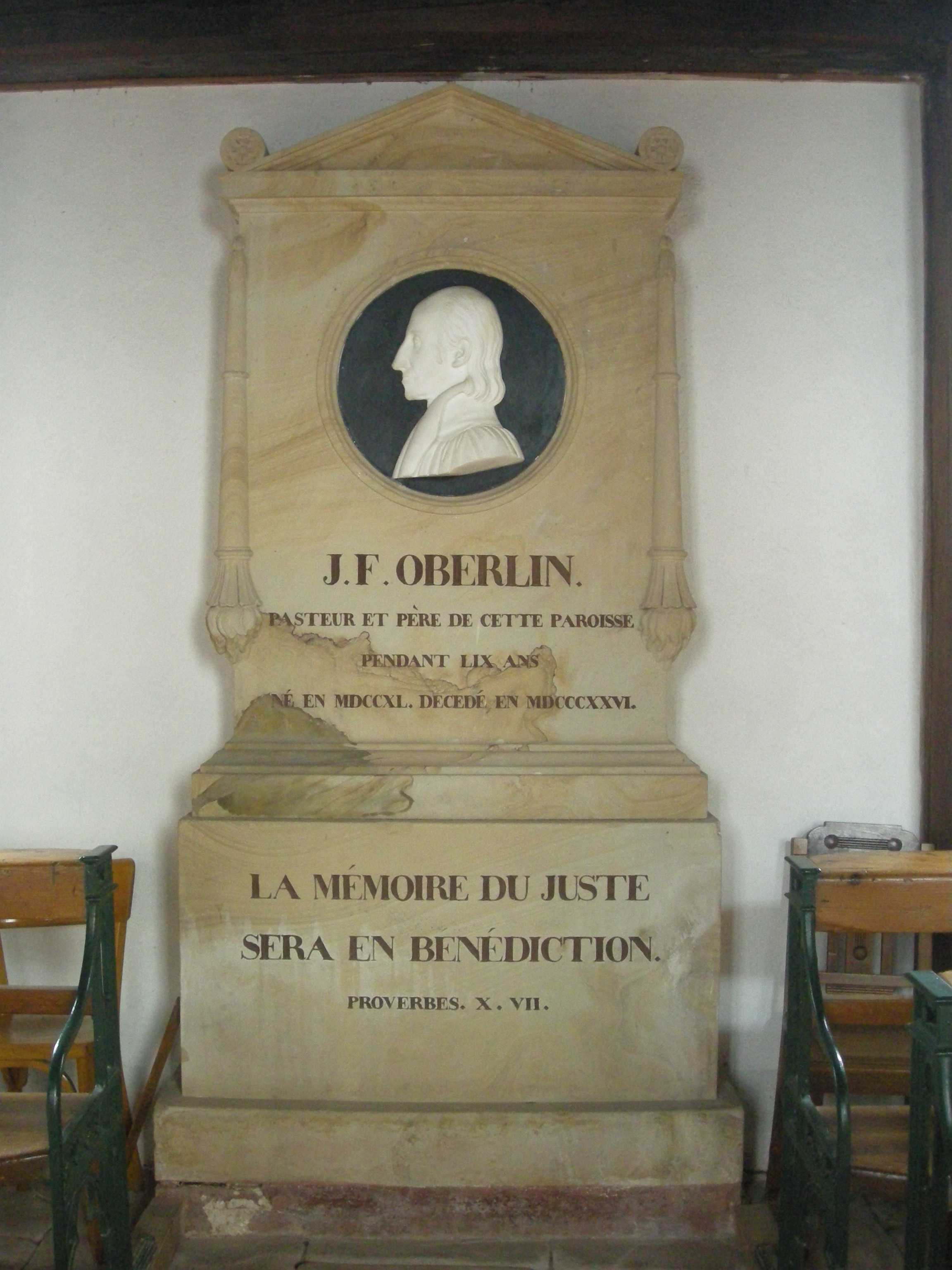
Epitaph für Johann Friedrich Oberlin

Die Kirche Waldersbach (französisch Eglise luthérienne) ist eine Kirche der evangelisch-lutherischen Protestantischen Kirche Augsburgischen Bekenntnisses von Elsass und Lothringen in der Gemeinde Waldersbach in den Vogesen. Die Kirche ist eingetragen im Verzeichnis des kulturellen Erbes in Frankreich.

## Geschichte
Die Kirche wurde unter Pfarrer Jean Georges Stuber errichtet und 1751 geweiht.

## Beschreibung
Die schlichte Kirche wird durch Rundbogenfenster beleuchtet und verfügt über einen Dachreiter mit Glocken.
Bemerkenswert ist die Gestaltung des Innenraums als Querkirche. Dieses eminent protestantische Konzept ist in Frankreich und im Elsass nur selten anzutreffen. Die Kanzel befindet sich an der Längsseite und ist von einer hufeisenförmigen hölzernen Empore umgeben. Ein Tischaltar bildet den Mittelpunkt der Kirche. Gegenüber der Kanzel befindet sich ein klassizistisches Epitaph für den Waldersbacher Pfarrer, Pädagogen und Aufklärer Johann Friedrich Oberlin. Auf der Empore befindet sich eine zweimanualige Orgel.

## Trivia
Der deutsche Dichter Jakob Michael Reinhold Lenz hielt sich 1778 beim Waldersbacher Pfarrer Johann Friedrich Oberlin auf. Georg Büchner verarbeitete die Episode später literarisch in seiner Erzählung Lenz, in der der Ort nicht Waldersbach, sondern Waldbach genannt wird.
Unweit der Kirche befindet sich ein Museum, das das Wirken Oberlins dokumentiert.